# Минин Дор (деревня)
Минин Дор — упразднённая деревня в Кичменгско-Городецком районе Вологодской области.
Входила в состав Енангского сельского поселения, с точки зрения административно-территориального деления — в Нижнеенангский сельсовет.
Расстояние по автодороге до районного центра Кичменгского Городка — 50 км, до центра муниципального образования Нижнего Енангска — 18 км. Ближайшие населённые пункты — Минин Дор, Малое Скретнее Раменье, Веселая.
По данным переписи в 2002 году постоянного населения не было.
8 августа 2020 года была упразднена. 